# مکتب تاریخ‌نگاری گوتینگن
مکتب تاریخ‌نگاری گوتینگن (به انگلیسی: Göttingen School of History) گروهی از تاریخ‌نگاران بودند که سبک مشخصی در تاریخ‌نگاری داشتند که در اواخر سده ۱۸ میلادی در دانشگاه گوتینگن آلمان پایه نهادند. این گروه تاریخ‌نگاران نقش مهمی در ایجاد یک روش علمی در پژوهش تاریخ‌نگاری داشتند. از سوی دیگر این گروه مسئول بنیان‌گذاری دو دسته واژگان (ترمینولوژی) در نژادگرایی علمی نیز بودند:
- واژگان رنگ برای نژادها توسط بلومنباخ و ماینرز: نژاد قفقازی یا سفیدپوست، زردپوست، مالایی یا نژاد قهوه‌ای، اتیوپیایی یا سیاه‌پوست، و سرخ‌پوست؛
- قوم‌شناسی کتاب مقدس توسط Gatterer، اشلتسر و Eichhorn: سامی (Semitic)، اقوام حامی (Hamites) و اقوام یافثی (Japhetites).

## فهرست استادان
- Johann David Michaelis (۱۷۱۷ – ۱۷۹۱)، رئیس گروه مطالعات شرقی و علوم کتاب مقدس
- Johann Christoph Gatterer (۱۷۲۷ – ۱۷۹۹)
- Christian Gottlob Heyne (۱۷۲۹ – ۱۸۱۲)
- آوگوست لودویگ فن اشلتسر (۱۷۳۵ – ۱۸۰۹)
- Christoph Meiners (۱۷۴۷ – ۱۸۱۰)
- Johann Gottfried Eichhorn
- Ludwig Timotheus Spittler (۱۷۵۲ – ۱۸۱۰)
- یوهان فریدریش بلومنباخ (۱۷۵۲ – ۱۸۴۰)
- Arnold Hermann Ludwig Heeren (۱۷۶۰ – ۱۸۴۲)